# Edward A. Ueckermann
Edward Albert Ueckermann (* 19. Januar 1951 in Postmasburg, Kapprovinz) ist ein südafrikanischer Acarologe.

## Leben
Ueckermann absolvierte die Sekundarschule in Postmasburg und leistete anschließend für ein Jahr seinen Militärdienst. 1971 schrieb er sich an der Potchefstroom University for Christian Higher Education ein, wo er 1973 seinen Bachelor-Abschluss in Zoologie und Botanik erwarb. Danach setzte er sein Studium an der gleichen Institution fort, wo er 1977 seinen Master-Abschluss erlangte. Im Februar 1976 wurde er Forschungsbeauftragter im Agricultural Research Council - Plant Protection Research Institute (ARC-PPRI) in Pretoria. Sein erstes Projekt war die Untersuchung von Spinnmilbenschädlingen an Baumwolle. Nach sechs Monaten nahm er eine Stelle als Taxonom an, wobei er sich auf die Raubmilbenfamilie Phytoseiidae spezialisierte. Seine Forschungen zu diesem Thema waren Gegenstand seiner Dissertation Die samestelling en verspreiding van die Phytoseiidae in die Afrotropiesewyk (Acari : Mesostigmata), mit der er 1983 zum Doctor of Science an der Potchefstroom University for Christian Higher Education promoviert wurde.
1989 studierte Ueckermann verschiedene bedeutende Milbensammlungen im La Specola (Florenz), im Rijksmuseum van Natuurlijke Historie (Leiden) und im Natural History Museum in London.  Während seines Aufenthalts in England besuchte er auch die Summer School in Acarology an der University of Reading. Sein Forschungsschwerpunkt galt mehr als 40 Jahre lang der Taxonomie von Milben mit landwirtschaftlicher Bedeutung, insbesondere der Raubmilbenfamilie Phytoseiidae. In dieser Zeit trug er auch wesentlich zum Wissen über phytophage, parasitische (medizinisch und veterinärmedizinisch) und andere für die Landwirtschaft relevante Raubmilbenfamilien bei. Er unterstützt Dienste, Organisation, Landwirte und andere Privatpersonen bei der Identifizierung von Milben und er arbeitet mit Forschern aus mehreren Ländern zusammen, darunter aus Ägypten, Benin, Brasilien, den Kapverdischen Inseln, Iran, Frankreich, Israel, Japan, Kenia, Spanien, Türkei, den Vereinigten Arabischen Emiraten, den Vereinigten Staaten, Jemen, Sambia und Simbabwe.
Ueckermann bot häufig Schulungen für Studenten der Universitäten Stellenbosch und Pretoria über parasitäre Milben und für südafrikanische Quarantänebeamte über verschiedene Milbengruppen an. Aufgrund seiner Expertise in der Taxonomie von Milben im Allgemeinen erhielt er 2012 und 2014 Einladungen von der Israel Taxonomy Initiative nach Israel, wo er Schulungen über die Taxonomie von pflanzenfressenden und räuberischen Bodenmilben gab. 2016 war er Gastdozent bei der Coopération européenne dans le domaine de la recherche scientifique et technique, wo er über die überall verbreitete Rote Vogelmilbe, einen gefährlichen Ektoparasiten, der vor allem bei Küken und Jungvögeln zum Tod führen kann, referierte.
Zu Beginn seiner Karriere arbeitete Ueckermann lange mit der südafrikanischen Acarologin Magdalena K. P. Smith Meyer (1931–2004) zusammen, mit der er 24 Schriften veröffentlichte. 2001 besuchten Acarologen und Forscher aus Israel, Iran, Japan, Kenia, Mosambik, Burundi, Sambia, Brasilien, den USA und den Niederlanden die Milbenabteilung des ARC-PPRI, um mit Ueckermann an der Milbentaxonomie zu arbeiten. Im Jahr 2000 und erneut im Jahr 2005 arbeitete er mit Forschern von University of Florida an der Taxonomie von Raubmilben, die auf Zitronenpflanzen gefunden wurden. Zu Beginn der 2000er Jahre war er Mitglied eines Forscherteams, das eine umfassende Revision der Familie Phytoseiidae in Afrika durchführte, die heute auf diesem Kontinent in vielen Projekten zur biologischen Schädlingsbekämpfung von Milben verwendet wird. 
Von 2010 bis 2014 unterstützte er Forscher aus Frankreich, der Türkei und Südafrika (North-West University und ARC-PPRI), das ein von der Europäischen Union finanziertes Projekt zur Suche nach potenziellen Raubmilben von Nachtschattengewächsen, insbesondere Tetranychus evansi, durchführte. Im Laufe der Jahre war Ueckermann Mitglied in den Redaktionsausschüssen von sechs wissenschaftlichen Zeitschriften, darunter dem International Journal of Acarology, Acarologia, Zootaxa, Persian Journal of Acarology, Experimental and Applied Acarology und Systematic and Applied Acarology. Von 1998 bis 2001 war er Vorsitzender der von ihm mitbegründeten African Acarology Association.
Ueckermanns Bibliographie umfasst mehr als 200 wissenschaftliche Artikel, in denen er über 250 neue Arten und 23 neue Gattungen beschrieb. Im Februar 2009 wurde er von der North-West University zum außerordentlichen Professor ernannt. Am 31. Januar 2016 trat er in den Ruhestand.

## Dedikationsnamen
Nach Edward A. Ueckermann sind unter anderen die Arten Eustigmaeus ueckermanni, Typhlodromus (Anthoseius) ueckermanni, Bdella ueckermanni, Ueckermannseius ueckermanni, Tenuipalpus ueckermanni, Aegyptobia ueckermanni, Acalitus ueckermanni, Ogma ueckermanni, Pentamerismus ueckermanni und Raphignathus ueckermanni benannt.